# دياب عيد
دياب عيد (من مواليد 1944 في العاصمة السوريّة دمشق) هو كاتب سوري يعملُ مراقب نصوصٍ في إذاعة دمشق. صدرت له عددٌ من الكتب والمؤلَّفات الروائية لعلَّ أبرزها «سر الرمح المنقوش»، «أسطورة راكبي الخيل» وأيضًا روايةُ «نداء الكوكب الأخضر» فضلًا عن رواية «فارس من بابل» كما كتب سيناريوهات لعددٍ من الأعمال التلفزيونيّة المحليّة.

## المسيرة المهنيّة
نشر دياب عيد عام 1987 رواية «فارس من بابل» عن دار طلاس للدراسات والنشر في 161 وهي روايةٌ موجهة للناشئين استخدم خلالها عيد تقنيّة الواقعية السحرية التي تنتمي إلى المتخيل الغرائبي أكثر مما تنتمي إلى عالم الواقع. تدورُ أحداث الرواية في فضاء فوق واقعي من خلال العودة في رحلة إلى زمن الآلهة والملوك والعبيد. بطلُ الرواية هو الشاب «أوكين» الذي تقصَّد أباه «أتول» مرافقته إلى نينوى فأُعجب الشاب بالبداية بقصور المدينة الشاهقة وتاهت عيناه بين البوابات الضخمة لقصر ملك آشور، ولكن ما أقلق أوكين ذلك العبوس على وجه أبيه حين دنا من تمثال الملك آشور. تهدفُ الرواية إلى أن يتعرَّف الجيل الناشئ إلى تاريخ بابل القديم وما جرى على نينوى من أحداث حيث نُهبت وسبيت نساؤها وأُسِر رجالها حتى تماثيل الآلهة كُسرت وتم جرها وسحبها على طرقات نينوى. وكيف ترجَّل بنوخذ نصر ودخل قصر ملك آشور السفاح وانتصر عليه.
أصدر دياب عيد بعدها رواية مشابهة عن نفس دار النشر حملت عنوان «فارس من البادية» وهي الأخرى روايةٌ موجّهةٌ للناشئة قصَّ خلالها دياب عيد حكاية أسرة قبلية عريقة من البادية ويرصد حركتها في الزمان والمكان تلك التي تتواءم مع حياة العابرين في الديار والذين ينتقلون طلبًا للكلأ والمرعى. تناولت الرواية قصّة «همام» وابن عمه «حنظل» والراعي «حرملة» مع عمهم المريض حينما يغادر الجميع مع قطيعهم طلبًا للرزق. يمرُّ أغراب ذات يوم من منزل همام ويسرقون جوادًا فتثور ثائرة همام وابن عمه ويقرران مغادرة القبيلة والبحث عن الجواد. تهدفُ الرواية إلى إثارة القيم العربية الأصيلة من مروءة وكرم وشجاعة ونجدة الملهوف في الأجيال الناشئة.
نشر دياب في وقتٍ ما رواية ثالثة هي «فارس من طوباس» عن دار طلاس للدراسات والنشر أيضًا، ثمّ أصدر كتاب «حمدان العيّار» الذي يتناولُ قصّة رقيَّة وكيفَ وقع حمدان في حبّها وهي سجينةٌ رغم أنها ابنة قائد الحامية ليكتشف لاحقًا أنّها دخلت السجن من أجله رغبةً في إخراجه من هناك. أشهر أعمال الكاتب كان كتاب «العشق الدمشقي» الذي صدر عن الدار العربية للعلوم عام 2011 في 532 صفحة والذي رصدَ من خلالها الواقع الاجتماعي والسياسي لبلاده في تحولاته وتبدلاته. هي روايةٌ تحمل الهمَّ القومي، وتُعنى بأحداث التاريخ العربي الحديث متتبعًا في كتابته مزيجًا نقديًا معرفيًا جديدًا يُعبّر عن رؤى الأديب الفكرية والإنسانية والقومية في آن معًا. عاد دياب في هذه الرواية إلى مفاهيم الزمن الجميل كما يصفهُ: ذلك الماضي الذي عاشته دمشق بياسمينها وحاراتها القديمة وعاداتها وتقاليدها، ورجالاتها وقادتها، ورموزها الوطنية. مزجَ عيد في هذه الرواية بين مفردات القومية العربية، والوحدة، وعبد الناصر، وفلسطين الـ 48، وثوار الغوطة وما تغير وما تبدل وما استجد من مفردات غيرت في واقع الناس وأحلامهم وحتّى أهدافهم.

## قائمة أعماله
هذه قائمةٌ بأبرز أعمال الكاتب السوري دياب عيد:
- سر الرمح المنقوش
- أسطورة راكبي الخيل
- نداء الكوكب الأخضر
- فارس من بابل
- العشق الدمشقي
- الحقد الابيض